# Olivia Twist
Olivia Twist är en TV-serie, skapad av Lars Bill Lundholm, som visades under mars och april 2002 på SVT1. Den visades i början av 2007 i repris på samma kanal. Serien är i grunden baserad på Charles Dickens bok Oliver Twist, men den är omarbetad för att passa in i vår samtid och man har vänt på huvudrollens könsroll. Charles Dickens nämns dock inte som originalförfattare till ursprungshistorien i eftertexterna.

## Handling
Olivia Andersson är en trettonårig flicka utan föräldrar som växer upp i en svår miljö hos sin stränga fostermor Gun-Britt Mann i Värmland. Hon möter utmaningar både hemma och i skolan, där hon ofta känner sig ensam och utsatt. När hennes fostermor beslutar att hon ska omplaceras till en ny familj, förändras hennes tillvaro ytterligare.
Snart får Olivia höra rykten om en möjlig släkting, Leif Monks, som bor i Stockholm. Hoppfull beger hon sig till huvudstaden, men hamnar istället i en farlig tillvaro där hon möter nya bekantskaper, både vänliga och mindre pålitliga. Bland dem finns Nancy, som visar henne omtanke, men också personer som vill utnyttja hennes utsatta situation.
Efter en dramatisk händelse får Olivia hjälp av det godhjärtade krögarparet Brunander, som erbjuder henne trygghet. Under tiden avslöjas sanningen om hennes bakgrund: Leif Monks visar sig vara hennes släkting, och han har försökt dölja detta av egna skäl.
Genom stöd från sina nya vänner får Olivia slutligen den upprättelse hon förtjänar. Hon tar ett nytt namn och ser fram emot en bättre framtid, samtidigt som hon reflekterar över allt hon har lärt sig på sin resa.

## Rollista i urval
- Mylaine Hedreul – Olivia
- Viktor Källander – ”Räven”
- Michael Nyqvist – Fagerlund
- Lisa Werlinder – Nancy
- Antti Reini – Bill Sykes
- Ing-Marie Carlsson – ”Käringen Mann”
- Michael Segerström – herr Gerhard Bumble
- Gerhard Hoberstorfer – Leffe Monks
- Per Svensson – herr Torsten ”Totte” Brunander, krögare
- Thérèse Brunnander – Mimmi Brunander
- Nadine Kirschon – Rose
- Agneta Ekmanner – Roses mamma
- Per Grundén – de Geer, boende på Strandvägen
- Lena T. Hansson – Koftan
- Sten Johan Hedman – rektor Limander
- Jan Holmquist – Kommissarien
- Joanna Benecke – Anja
- Claes Månsson – herr Tranberg
- Ann Petrén – fru Tranberg
- Erik Johansson – Noa
- Gunilla Abrahamsson – fru Rask
- Anne-Li Norberg – Sally
- Jan Mybrand – lärare
- Tomas Pontén – doktor Grim
- Robert Sjöblom – lastbilschaufför
- Magnus Roosmann – Volvoägare på parkering
- Kalled Mustonen – Charlie
- Martin Hallgren – Anton
- Tom William Olsson – Tom
- Johan Wahlström – advokaten
- Martin Wallström – Bosse
- Gunilla Åkesson – hälsoinspektören